# Alue Sepeng
Alue Sepeng is een bestuurslaag in het regentschap Nagan Raya van de provincie Atjeh, Indonesië. Alue Sepeng telt 258 inwoners (volkstelling 2010).